# Kawanishi N1K Kyofu
N1K Kyofu (яп. 強風 Кё:фу:, «сильный ветер») — гидроистребитель цельнометаллической конструкции.
Разработан в КБ фирмы Kawanishi. Первый полёт прототипа состоялся 6 мая 1942 года.
Принят на вооружение в декабре 1942 года под наименованием морской истребитель-гидроплан «Кёфу», но реально в строевые части стал поступать в декабре 1943 года.
Кодовое имя союзников — «Рекс» («Rex»).

## Тактико-технические характеристики
Приведённые ниже характеристики соответствуют модификации N1K1:
Технические характеристики
- Экипаж: 1 пилот
- Длина: 10,56 м
- Размах крыла: 12,0 м
- Высота: 4,75 м
- Площадь крыла: 23,5 м²
- Масса пустого: 2752 кг
- Нормальная взлётная масса: 3500 кг
- Максимальная взлётная масса: 3712 кг
- Силовая установка: 1 × радиальный Mitsubishi МК4Е Kasei 15
- Мощность двигателей: 1 × 1530 л. с. (1 × 993 кВт)

Лётные характеристики
- Максимальная скорость: 480 км/ч
- Крейсерская скорость: 365 км/ч
- Практическая дальность: 1650 км
- Практический потолок: 10 560 м
- Скороподъёмность: 15 м/с
- Нагрузка на крыло: 149 кг/м² (расч.)
- Тяговооружённость: 284 Вт/кг (расч.)

Вооружение
- Стрелково-пушечное:  
  - 2×20 мм пушки Тип 99 мод. 1 в крыле
  - 2×7,7 мм пулемёта Тип 97 синхронных
- Бомбы: до 60 кг